# Seznam čeških pianistov
Seznam čeških pianistov.

## B
- Paul Badura-Skoda
- Vilém Blodek
- Alfred Brendel
- Jan Burian

## D
- František Xaver Dušek

## F
- Rudolf Friml
- Zdena Frimlová-Hašlerová

## H
- Emil Hajek
- Josef Hála (čebmalist)
- Zdeněk Hnát
- Karel Hoffmeister (1868-1952) (1891-98 v Lj)

## J
- Jaroslav Ježek

## K
- Zdeněk Kalhous
- Martin Kratochvíl
- Ludvík Kundera (1891–1971) muzikolog
- Vilém Kurz

## M
- Ivan Moravec (1930–2015)

## P
- Jan Panenka

## S
- Erwin Schulhoff
- Rudolf Serkin
- Jitka Snížková

## Š
- Jiří Šlitr?
- Pavel Štěpán
- Václav Štěpán
- Ilona Štěpánová - Kurzová

## V
- Václav Jindřich Veit